# Milly-Lamartine
Milly-Lamartine és un municipi francès, situat al departament de Saona i Loira i a la regió de Borgonya - Franc Comtat. L'any 2007 tenia 304 habitants.

## Demografia

### Població
El 2007 la població de fet de Milly-Lamartine era de 304 persones. Hi havia 124 famílies, de les quals 20 eren unipersonals (8 homes vivint sols i 12 dones vivint soles), 60 parelles sense fills i 44 parelles amb fills.
La població ha evolucionat segons el següent gràfic:
Habitants censats

### Habitatges
El 2007 hi havia 145 habitatges, 124 eren l'habitatge principal de la família, 18 eren segones residències i 3 estaven desocupats. 144 eren cases i 1 era un apartament. Dels 124 habitatges principals, 103 estaven ocupats pels seus propietaris, 17 estaven llogats i ocupats pels llogaters i 4 estaven cedits a títol gratuït; 4 tenien dues cambres, 18 en tenien tres, 33 en tenien quatre i 69 en tenien cinc o més. 102 habitatges disposaven pel capbaix d'una plaça de pàrquing. A 38 habitatges hi havia un automòbil i a 76 n'hi havia dos o més.

### Piràmide de població
La piràmide de població per edats i sexe el 2009 era:
| Homes | Edats   | Dones |
| ----- | ------- | ----- |
| 0     | 95 o +  | 0     |
| 0     | 90 a 94 | 0     |
| 8     | 85 a 89 | 4     |
| 0     | 80 a 84 | 0     |
| 12    | 75 a 79 | 4     |
| 0     | 70 a 74 | 12    |
| 12    | 65 a 69 | 4     |
| 4     | 60 a 64 | 8     |
| 0     | 55 a 59 | 0     |
| 12    | 50 a 54 | 8     |
| 8     | 45 a 49 | 4     |
| 28    | 40 a 44 | 16    |
| 12    | 35 a 39 | 8     |
| 8     | 30 a 34 | 12    |
| 12    | 25 a 29 | 12    |
| 12    | 20 a 24 | 0     |
| 12    | 15 a 19 | 4     |
| 12    | 10 a 14 | 8     |
| 12    | 5 a 9   | 20    |
| 12    | 0 a 4   | 0     |

## Economia
El 2007 la població en edat de treballar era de 197 persones, 151 eren actives i 46 eren inactives. De les 151 persones actives 147 estaven ocupades (78 homes i 69 dones) i 4 estaven aturades (2 homes i 2 dones). De les 46 persones inactives 17 estaven jubilades, 20 estaven estudiant i 9 estaven classificades com a «altres inactius».

### Ingressos
El 2009 a Milly-Lamartine hi havia 130 unitats fiscals que integraven 338 persones, la mediana anual d'ingressos fiscals per persona era de 20.176 €.

### Activitats econòmiques
Dels 8 establiments que hi havia el 2007, 1 era d'una empresa alimentària, 1 d'una empresa de construcció, 2 d'empreses de comerç i reparació d'automòbils, 1 d'una empresa d'hostatgeria i restauració, 1 d'una empresa d'informació i comunicació, 1 d'una empresa de serveis i 1 d'una entitat de l'administració pública.
Dels 2 establiments de servei als particulars que hi havia el 2009, 1 era una fusteria i 1 restaurant.
L'any 2000 a Milly-Lamartine hi havia 16 explotacions agrícoles que ocupaven un total de 147 hectàrees.

## Equipaments sanitaris i escolars
El 2009 hi havia una escola elemental integrada dins d'un grup escolar amb les comunes properes formant una escola dispersa.

## Poblacions més properes
El següent diagrama mostra les poblacions més properes.